# The Fates and Flora Fourflush
The Fates and Flora Fourflush foi um seriado estadunidense produzido em 1914 pela Vitagraph Company of America. Foi dirigido por Wally Van e estrelado por Clara Kimball Young e Charles Brown. Ficou conhecido, também, como “The Ten Billion Dollar Vitagraph Mystery Serial”. A première foi em 26 de outubro de 1914, e os três capítulos foram veiculados de 4 a 18 de janeiro de 1915.
Este seriado é considerado perdido.

## Elenco

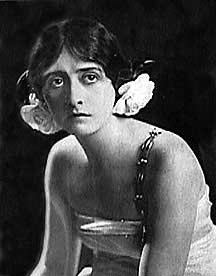
Clara Kimball Young, atriz do seriado The Fates and Flora Fourflush.

- Clara Kimball Young… Flora Fourflush
- Charles Brown… Frank Goodheart
- L. Rogers Lytton… Sir Simon Blackheart
- Templar Saxe… O Rajah
- George Stevens[2]… High Priest

## Capítulos
1. "Treachery in the Clouds" (4 de janeiro de 1915)
2. "The Treasure Temple of Bhosh" (11 de janeiro de 1915)
3. "A Race for Life" (18 de janeiro de 1915)